# 587
| 587                |
| ------------------ |
| Dødsfald - Fødsler |
|                    |

| Gregoriansk kalender | 587 DLXXXVII            |
| Ab urbe condita      | 1340                    |
| Armensk kalender     | 36 ԹՎ ԼԶ                |
| Kinesiske kalender   | 3283 – 3284 丙午 – 丁未 |
| Etiopisk kalender    | 579 – 580               |
| Jødisk kalender      | 4347 – 4348             |
| Hindukalendere       |                         |
| - Vikram Samvat      | 642 – 643               |
| - Shaka Samvat       | 509 – 510               |
| - Kali Yuga          | 3688 – 3689             |
| Iransk kalender      | 35 BP – 34 BP           |
| Islamisk kalender    | 36 BH – 35 BH           |

Se også 587 (tal)